# Corydale naine
Corydalis pumila
Espèce
La Corydale naine (Corydalis pumila) est une espèce de plantes à fleurs de la famille des Papaveracées.